# Центр охорони здоров'я матері і дитини (Севастополь)
Центр охоро́ни здоро́в'я ма́тері і дити́ни (ЦОЗМіД) — унікальний лікувальний заклад Севастополя, в якому надають допомогу молодим матерям та їхнім дітям.
Повна назва:Комунальний спеціалізований заклад «Міська лікарня № 5 — Центр охорони здоров'я матері і дитини».

## Структура ЦОЗМіР
- Дитячий стаціонар на 300 ліжок,
- Пологовий будинок № 1 на 120 ліжок,
- Пологовий будинок № 2 на 150 ліжок,
- Жіноча консультація № 1 — 300 відвідувань в зміну,
- Жіноча консультація № 2 — 300 відвідувань в зміну,
- Дитяча консультативна поліклініка — 300 відвідувань в зміну,
- Медичний центр планування сім'ї — 50 відвідувань за зміну.

Колектив лікарні — 1455 працівників:
- Лікарів — 268,
- Середніх медичних працівників — 557,
- Молодшого медперсоналу — 339,
- Іншого персоналу — 291.

Із них:
- Кандидатів медичних наук — 2 особи,
- Заслужених лікарів — 5,
- Заслужених працівників охорони здоров'я — 5.

## Діяльність
Завдання Центру — організація та забезпечення кваліфікованої, в повному обсязі стаціонарної, консультативної та амбулаторної медичної допомоги дітям з 0 до 18 років, дорослому населенню — відповідно до спеціалізації ліжкового фонду, структурою жіночих консультацій та МЦПСіРЧ. ' '
Основні напрями діяльності:
- Пологи,
- Вагітність,
- Лікування дітей,
- Охорона здоров'я жінок і дітей.

Відповідно до ліцензії Міністерства охорони здоров'я України № 36 від 29.12.2006 року медична допомога надається по 51 спеціальності.
Цілодобово функціонують всі стаціонарні відділення, травматологічний пункт, центр охорони зору, забезпечується лабораторно-діагностична допомога.
У поліклініці ведуть консультативний прийом лікарі з 22 спеціальностей, працює денний стаціонар, міська санаторно-курортна, відбіркова комісія.
Лабораторно-діагностична служба представлена:
- Відділенням лабораторної діагностики,
- Медико-генетичної лабораторії,
- Діагностичної бактеріологічне лабораторією,
- Лабораторією імуноферментного аналізу (ІФА),
- Цито-генетичної лабораторії,
- Імунологічної та токсикологічної лабораторіями.

Імунологічні і токсикологічні лабораторіїоснащені сучасною апаратурою, в тому числі аналізаторами для масових клінічних до біохімічних досліджень.
Діагностичне апаратне обстеженняпредставлено ендоскопічної, рентгенологічної, ультразвукової, мамографічної апаратурою з використанням комп'ютерних технологій.
Магнітно-резонансні та комп'ютерно-топографічні дослідженняпроводяться на базі міської лікарні № 1. При необхідності за напрямами фахівців Центру проводиться консультування у клініках НДІ  м. Сімферополя та  Києва.
Є досвід оперативного лікування виїзними бригадами клінічних НДІ на базі Центру.
Міська лікарня № 5 ЦОЗМіР є базою підготовки лікарів-інтернів  Кримського державного медичного університету м. Сімферополя і медичних сестер  Севастопольського медичного коледжу.
Щорічно в лікарню приходять до 40 молодих фахівців, у тому числі до 10 лікарів, до 30 медичних сестер і фельдшерів.
Міська лікарня № 5 співпрацює з благодійними фондами «Материнство і дитинство», «Центр солідарності», Українською Православною Церквою.

## Історія
- 1967 р. — введено в дію пологовий будинок № 1.
- 1982 р. — введено в дію пологовий будинок № 2. До 1983 року пологові та дитячі та дитячі відділення знаходилися в міських лікарнях № № 1,3,4,6,9.
- 1983 р. — у м. Севастополі побудована дитяча міська лікарня.
- 1989 р. — відбулося злиття дитячої міської лікарні, пологового будинку № 1 та пологового будинку № 2. Утворене об'єднання стало називатися Комунальне спеціалізований заклад «Міська лікарня № 5 — Центр охорони здоров'я матері і дитини».

## Місцерозташування
Територіально лікарня сьогодні розташована у двох районах міста: Ленінському і Гагарінському.
Корпуса Центру розміщені в окремих будинках, побудованих відповідно до проектів (крім Медичного центру планування сім'ї та репродукції людини (МЦПСіРЛ) і жіночої консультації № 2, які розміщені в пристосованих вбудованих приміщеннях).
Є автономне тепло- та водозабезпечення (холодна і гаряча вода), автономна пральні та дезкамера, централізована стерилізаційна, централізований вивіз сміття.